# بیژن قاسم‌زاده
بیژن قاسم‌زاده سنگ‌رودی (زاده ۱۳۵۴، روستای سنگرودپی، بندپی غربی، شهرستان بابل در استان مازندران) قاضی و بازپرس سابق دادسرای فرهنگ و رسانه ایران است که در مهر ۱۳۹۸ بازداشت و در خرداد ۱۳۹۹ به همراه اکبر اِتباعی طبری محاکمه شد. شهرت قاسم‌زاده عمدتاً به‌دلیل صدور حکم فیلترینگ تلگرام در ایران در سال ۱۳۹۷ بود.
قاسم‌زاده متهم ردیف یازدهم پروندهٔ قضائی اکبر طبری و به تأثیر نفوذ اشخاص دولتی در پرونده «وریا مولانایی» و تأثیر دادن نفوذ در پرونده «حسین حاجی زاده» و «نادر شریف‌زاده» به مبلغ ۲۸ میلیارد ریال متهم گردید.

## بازداشت
او که مالک ویلای ییلاقی وسیع و شیرینی فروشی گرانقیمت لاله در بابل است، در ۱۳۹۸/۰۷/۰۵ و در هنگام انتقال بخشی از اموالش در یک بنگاه معاملاتی در این شهر دستگیر شد.
سیدابراهیم رئیسی رئیس وقت قوه قضاییه در ۱۳۹۸/۰۷/۰۳ در نشست نوبت دوم هفتمین اجلاسیهٔ مجلس خبرگان گفت: «در قوه قضائیه رشوه‌هایی اخذ شده که بهت‌آور است. از آپارتمان‌های ۶۰۰ متری گرفته تا ویلاهای ۴ هزارمتری در شمال.»
از زمان دستگیری او، حجم بالائی از شکایت‌های مردمی که عمدتاً به دلیل فعالیت جزئی در شبکه‌های اجتماعی محکوم شده‌اند به شعبهٔ ۵ دادسرای کارکنان دولت جائی که پروندهٔ او در جریان است، روانه شده‌است.
متهمان یا بازداشت‌شدگان بیژن قاسم‌زاده، وی را شخصی به‌شدت تندخو، فحاش و مقام قضائی‌ای که برخلاف رفتارش با عامه، در برابر افراد متمول و اصحاب قدرت نرمش بالائی از خود نشان می‌دهد، توصیف کردند.
حمید بقایی که توسط وی بازداشت شده بود، در سال ۱۳۹۶ طی بیانیه‌ای اظهار داشت که قاسم‌زاده به وی گفته‌است، مستقیماً از رئیس قوهٔ قضائیه صادق آملی لاریجانی دستور می‌گیرد.
از قاسم‌زاده، اکبر طبری و غلامرضا منصوری به عنوان سه عامل فساد گسترده در قوه قضائیه جمهوری اسلامی ایران در دورهٔ دَه سالهٔ ریاست آملی لاریجانی یاد می‌شود.
برخی وی را قدرت‌مندترین مجرم در نظام جمهوری اسلامی می‌دانند.

## پرونده‌های ورزشی
بیژن قاسم‌زاده که خود کشتی‌گیر کشتی بومی بوده‌است، در دورهٔ محمود احمدی‌نژاد با حکم حجت‌الله خطیب، در سال ۱۳۹۰ رئیس کمیتهٔ انضباطی فدراسیون کشتی ایران شد.
در سال ۱۳۹۲ رسول خادم با تقدیر از زحمات او، فرد دیگری را جایگزین وی کرد.
قاسم‌زاده با توجه به این که زاده و بزرگ شدهٔ روستا است، در ۱۳۹۸/۰۶/۰۲ با حکم غلامرضا جعفری رئیس «فدراسیون ورزش روستایی و بازی‌های بومی محلی»، مشاور عالی وی شد.
او ریاست دادسرای ورزش دادسرای کارکنان دولت را بر عهده داشت. پرونده‌های ورزشی نیز به وی که قاضی - بازپرس دادسرای فرهنگ و رسانه و رئیس شعبهٔ ویژه جرائم ورزشی بود، ارجاع می‌گردید.

### تبرئهٔ سید محمد پولادگر از خیانت در امانت، جعل امضاء و تحصیل مال نامشروع
در سال ۱۳۹۵ شکایت محمد باقری معتمد قهرمان تکواندوی جهان و نائب قهرمان بازی‌های المپیک تابستانی ۲۰۱۲ لندن از سید محمد پولادگر رئیس سابق فدراسیون تکواندو و معاون کنونی وزارت ورزش به اتهام «خیانت در امانت، جعل امضاء و تحصیل مال نامشروع» در دادسرای فرهنگ و رسانه ثبت گردید.
در این پرونده، بیژن قاسم‌زاده به‌رغم تأییدیهٔ کارشناسان رسمی دادگستری مبنی بر جعل امضاء و … توسط پولادگر، رأی به برائت سید محمدرضا پولادگر داد.
پس از دستگیری قاسم‌زاده، این حکم با درخواست باقری معتمد از رئیس قوه قضائیه شکسته شد.
عضو سابق تیم ملی تکواندوی ایران در ۲۳ مهر ۱۳۹۸ در این رابطه به خبرگزاری مهر گفت: «در دادسرای فرهنگ و رسانه، جعل امضاء و دریافت پول توسط رئیس فدراسیون و عدم پرداخت آن به من محرز شد که متأسفانه به‌یکباره جریان پرونده تغییر کرد!
بازپرس پروندهٔ ما بیژن قاسم‌زاده بود که به‌نظر می‌رسد با اعمال نفوذ فرد یا افرادی گزارشی ارائه نمود که باعث تبرئهٔ پولادگر گردید.»
محمد باقری معتمد در این گفت‌وگو افزود: «از ریاست قوهٔ قضائیه درخواست ملاقات دارم تا نسبت به اعادهٔ بازپرسی و بررسی مجدد پروندهٔ بنده دستور لازم را مبذول دارند تا من به حق خود برسم و مانع تکرار این‌گونه موارد در جامعه ورزش ما شوند.»
درپی تقاضای باقری‌معتمد از رئیس قوهٔ قضائیه، درخواست تجدیدنظر وی مورد تأیید قرار گرفت و درنهایت، دادگاه تجدیدنظر پس از بررسی پرونده توسط قضات و مستشاران، حُکم قبلی که رأی به برائت داده بود را نقض کرد و مقرر گردید، جلسهٔ دادگاه برای رسیدگی مجدد، اوایل سال ۱۳۹۹ تشکیل شود.
به‌دنبال این اتفاق، محمدرضا پولادگر در ۲۸ بهمن ۱۳۹۸ با پرداخت اصل وجه و هزینه‌های دادرسی و خسارت‌های ناشی از موضوع، رضایت کامل محمد باقری‌معتمد را جلب و درنتیجه او از شکایت خود صرف‌نظر کرد، تا این پرونده پس از چندسال سرانجام بسته شود.

### زندانی کردن سوشا مکانی
در ۱۳ دی ۱۳۹۴ سوشا مکانی دروازه‌بان سابق پرسپولیس تهران به دلیل انتشار تصاویر و فیلم خصوصی اش در یک میهمانی در تلگرام با حکم قاسم‌زاده ابتدا یک شب در کلانتری بازار بازداشت و سپس راهی زندان اوین شد.
بیژن قاسم‌زاده از این فرصت استفاده کرد و سعی کرد نشان دهد که بررسی پرونده افراد مشهور با غیرمشهور برای او تفاوتی ندارد. او در واکنش به درخواست علی پروین و علی دایی از وی برای آزادی سوشا مکانی، با تکذیب آزادی «مکانی» گفت: «چهره‌های سرشناس ورزشی که دنبال کار مکانی افتاده‌اند، ریش‌سفیدی و پادرمیانی نکنند، قانون باید اجرا شود.»
او از ورزشکاران ملی خواست مراقب رفتار خود باشند.

### زندانی کردن محمد مایلی کهن
در ۲۱ آبان ۱۳۹۳ در پی شکایت علی دایی از محمد مایلی کهن، سرمربی سابق تیم ملی ایران راهی زندان شد. در زمان بازپرسی این پرونده بین مایلی کهن و بیژن قاسم‌زاده درگیری لفظی شکل گرفت و مایلی کهن تنها کسی بود که بر سر او فریاد کشید.

### محرومیت یک سالهٔ غلامرضا محمدی
در دوران ریاست او در کمیتهٔ انضباطی فدراسیون کشتی، احکام بعضاً سنگینی علیه مربیان و کشتی‌گیران صادر شد که از مهم‌ترین آن، می‌توان به محرومیت یک سالهٔ غلام رضا محمدی سرمربی وقت پرسپولیس جویبار به‌خاطر درگیری در سالن کشتی اشاره کرد.
روزنامه شرق در ۱۶ دی ۱۳۹۱ نوشت: «رئیس کمیتهٔ انضباطی از مجازات سنگین سرمربی پرسپولیس خبر داده‌است.»
درپی درگیری در لیگ کشتی ایران در دی ۱۳۹۱، غلام‌رضا محمدی سرمربی سابق تیم ملی کشتی آزاد با حکم سنگین یک سال محرومیت از حضور در لیگ از سوی بیژن قاسم‌زاده روبرو شد.
رئیس وقت کمیتهٔ انضباطی درخصوص صادر شدن این رأی سنگین برای غلامرضا محمدی بیان داشت: «می‌خواهیم این امپراتوری که بعضی‌ها برای خود درست کرده‌اند و هر کاری که می‌خواهند انجام می‌دهند را از بین ببریم.»
پس از این رأی، مدیر حقوقی باشگاه پرسپولیس به فارس گفت: «غلامرضا محمدی نباید یک سال محروم می‌شد و به رأی صادر شده دربارهٔ غلامرضا محمدی اعتراض می‌کنیم.»

### انتقال تیم کشتی داماش گیلان به بابل مازندران
احسان لشگری برندهٔ مدال برنز المپیک ۲۰۱۲ لندن و مدال برنز قهرمانی کشتی جهان ۲۰۱۳ درپی عدم پرداخت حقوق کشتی‌گیران با شکایت از قاسم‌زاده از انتقال داماش گیلان به بابل با نفوذ قاسم‌زاده پرده برداشت.
وی گفت: «بیژن قاسم‌زاده به عنوان رئیس کمیتهٔ انضباطی یکی از نفراتی بود که باعث شد، داماش از بابل تیم دهد و در ابتدای کار نیز با الفاظی، چون خیالتان از هر نظر راحت باشد، به بچه‌ها دلگرمی داد! حال این که چرا مسئول کمیتهٔ انضباطی فدراسیون در یک تیم نفوذ دارد، خود بحث جداگانه است که اصلاً به من و سایر اعضای تیم مربوط نمی‌شود، اما این که چرا آقای قاسم‌زاده خودش را کنار می‌کشد و به مشکل ما رسیدگی نمی‌کند، جای سؤال و تعجب دارد؟»
بیژن قاسم‌زاده، دربارهٔ گفته‌های احسان لشگری نسبت به واسطه‌گری اسپانسر برای این تیم گفت: «فقط حامی مالی را به سمت بابل هدایت کردم. حتی برای مقابله با ذهنیت‌ها، از سرمربی خواستم اگر حقی هم از داماش ضایع شد به خاطر من اعتراض نکنند تا شائبه‌ای پیش نیاید!»
لشگری پیش‌تر در ۲۵ فروردین ۱۳۹۲ به ایسنا گفته بود: «ما به احترام منصور برزگر ۵ ماه صبر کردیم، اما هیچ تلاشی برای پرداختن پول کشتی‌گیران نمی‌شود. ما روی اسم برزگر و قاسم‌زاده که گفتند پشت تیم هستیم و نگران نباشید قرارداد امضا کردیم وگرنه با تیم‌های دیگری قرارداد می‌بستیم و تا الان نیز پولمان را گرفته بودیم.»

### جایزهٔ مرد اخلاق فوتبال
در مراسم برترین‌های لیگ برتر فوتبال در فصل ۱۳۹۵–۱۳۹۶ لیگ برتر؛ در مراسم برترین‌های سال فوتبال ایران، بیژن قاسم‌زاده حاضر شد و حتی با حضور بر روی سِن جایزهٔ مرد اخلاق را داد! اتفاقی کم‌نظیر که به جز اهالی فوتبال، افراد حاضر در سالن نیز با تعجب به این اتفاق نگاه کردند که چطور یک قاضی - بازپرس نه‌چندان خوش‌نام چنین جایزه‌ای را اعطاء کرد.
آن زمان شایعه شد، دوستی نزدیک او با مهدی تاج پایش را به مراسم فوتبالی گشوده‌است.
مسئله‌ای که به گواهی روزنامه‌نگاران ورزشی باعث شد تا او فشار قابل توجهی به منتقدان تاج بیاورد و برای خاموش کردن آن‌ها هر تلاشی بکند.
ایلنا در زمان دادگاه وی در ۱۳۹۹/۰۳/۱۹ در گزارشی نوشت: «بیژن قاسم‌زاده رابطهٔ خوب و حسنه‌ای هم با مهدی تاج داشت و از افراد مختلف شنیده شده که برخورد با منتقدان رئیس سابق فدراسیون فوتبال توسط او بود که کم‌کم باعث شد دیگر کمتر کسی دردسر انتقاد از تاج را به جان بخرد. ارتباط خوب این دو وقتی علنی شد که رئیس وقت فدراسیون فوتبال در سال ۹۶ برای شرکت در مراسم ختم پدر همسر قاسم‌زاده راهی بابل شد و مقابل دوربین عکاسان قرار گرفت تا بر روابط مستحکم خود با دادسرای فرهنگ و رسانه تأکید کند.»

## پرونده‌های اهالی موسیقی
برخی خواننده‌ها و اهالی موسیقی به دستور بیژن قاسم‌زاده به دادسرای فرهنگ و رسانه احضار و روانهٔ زندان شدند.

### زندانی کردن امیر تتلو
امیر تتلو به دلیل توهین به قاسم‌زاده در ۳ شهریور ۱۳۹۵ به مدت ۶۳ روز روانهٔ زندان شد. وی پس از دشنام دادن قاسم‌زاده به مادرش که در دادسرا حاضر بود، شئی‌ای را به سمت او پرتاب کرد.

### زندانی کردن آرمین زارعی
آرمین زارعی مشهور به آرمین ۲ای‌اف‌ام نیز توسط قاسم‌زاده به دادسرای فرهنگ و رسانه احضار و سپس روانهٔ زندان شد.

## پرونده‌های روزنامه‌نگاران
بیژن قاسم‌زاده تعداد متعددی روزنامه‌نگار و خبرنگار را به اتهامات مختلف راهی زندان کرده‌است.

### زندانی کردن مصطفی فقیهی
مصطفی فقیهی خبرنگار ایرانی در ۱۵ مهر ۹۲، به اتهام «نشر اکاذیب» به دستور قاسم‌زاده بازداشت و از دادگاه، روانهٔ بند ۳۵۰ زندان اوین شد.
فقیهی پس از بازداشت بیژن قاسم‌زاده در توئیتی نوشت: «آقای قاسم‌زاده! روزی که با تکبر با امثال من برخورد می‌کردی را یادت هست؟ یادت هست که وقتی شاکی سوپرمیلیاردر من، به اتاقت آمد، مرا از اتاق بیرون کردی و دستور تهیهٔ چای و میوه دادی و پشت درهای بسته به گفتگو نشستی؟ به قاعدهٔ یک کتاب از جنابتان خاطره دارم، اما دنیا به طرز عجیبی «گرد» است.»

## دادگاهی و محکومیت
سخنگوی قوه قضائیه در تاریخ ۲۲ شهریور ۱۳۹۹ از محکومیت قاسم‌زاده به دلیل «تأثیر دادن نفوذ اشخاص دولتی در اقدامات» و «دریافت رشوه» خبر داد.
این محکومیت شامل ۱۰ سال حبس تعزیری و ضبط مال ناشی از ارتشاء و پرداخت جزای نقدی معادل وجه مأخوذه به نفع دولت و انفصال موقت از خدمات دولتی به مدت سه سال و تحمل ۷۴ ضربه شلاق تعزیری و انفصال ابد از خدمات دولتی است.

## آزادی توسط قوهٔ قضائیه و حضور در میهمانی عابدزاده و یزدانی
در هفتم آبان‌ماه ۱۴۰۰، احمدرضا عابدزاده استوری منتشر کرد که نشان می‌داد، بیژن قاسم‌زاده، بازپرس محکوم شده به زندان در میهمانی ورزشکاران و با حضور افرادی چون حسن یزدانی حاضر بوده و آزاد است. این خبر به سرعت منتشر و سبب رنجش افکار عمومی شد.
در ۱۸ آبان ۱۴۰۰، خبرگزاری قوه قضائیه (میزان) از آزادی قاسم‌زاده به قید وثیقه خبر داد.
ایسنا پس از انتشار تصویر قاسم‌زاده در رستوران در گزارشی در ۲۲ آبان ۱۴۰۰، در مطلبی با عنوان «چرا بیژن قاسم‌زاده آزاد است؟» نوشت:
«مرکز رسانهٔ قوه قضاییه در اطلاعیه‌ای «پیرامون انتشار تصاویر بیژن قاسم‌زاده در فضای مجازی» اعلام کرد که «دیوان عالی کشور پروندهٔ او را به شعبهٔ صادرکنندهٔ جهت رفع نقص در پرونده، اعاده کرده‌است و مراحل دادرسی پروندهٔ وی در جریان است. این متهم بر اساس قانون تا اعلام نهایی نتیجهٔ دادرسی، فعلاً با قرار وثیقه آزاد شده‌است.»
ایسنا با انتقاد از قوه قضائیه جمهوری اسلامی ایران افزود: «اطلاعیه‌ای که شاید انتظار می‌رفت با توضیح بیشتری منتشر و در آن علاوه بر ذکر «صدور قرار وثیقه برای قاسم‌زاده به عنوان دلیل آزادی او» گفته می‌شد که پرونده‌ای با این اهمیت که در آن یک قاضی به اتهام دریافت رشوه محکوم شده، فارغ از اینکه قابل تجدیدنظرخواهی بوده یا نه، چه نقصی داشته که دیوان عالی کشور رأی صادره برای قاسم‌زاده را نقض و پروندهٔ او را جهت رفع نقص به شعبه صادر کنندهٔ رأی برگردانده و حالا دوباره دادرسی پرونده وی در جریان است!»
در ششم آذر ۱۴۰۰ رئیس دادگاه کیفری یک استان تهران تبرئه شدن بیژن قاسم‌زاده، یکی از متهمان پرونده اکبر طبری را تکذیب کرد.
او اظهار داشت: «هم‌اکنون دادگاه در حال تجمیع تحقیقات و استماع اظهارات شهود و مواجهه حضوری آنهاست.»